# Манойлович, Филип
Филип Манойлович (серб. Филип Манојловић / Filip Manojlović; 25 апреля 1996, Белград) — сербский футболист, вратарь клуба «Спартак» (Суботица). Чемпион мира среди молодёжи 2015 года.

## Карьера

### Ранние годы
Родился в Белграде. Манойлович начал играть в футбол с «Раднички», а затем переехал в белградскую «Красную Звезду», где прошел все юношеские категории. Он был отдан в аренду в Сопот на сезон 2014-15 годов. После того, как он провел 22 матча в чемпионате Сербии в Белграде в качестве бонусного игрока и дважды был номинирован на звание лучшего игрока матча. Манойлович перешел на аренду в новый клуб Бежания, где провел сезон 2015-16 годов с регистрацией в обоих клубах. Он также был отдан в аренду ОФК Бачка, где он сыграл 7 матчей за СуперЛигу за первую половину сезона 2016-17.

#### Первый командный прорыв
Манойлович подписал свой первый трехлетний профессиональный контракт с клубом в феврале 2014 года. Присоединившись к первой команде, Манойлович начал сезон 2014-15 сербской СуперЛиги в качестве 4-го игрока после Предрага Райковича, Дамира Кахримана и Марко Тркуля. Он также был одолжен на двойную регистрацию на следующие два сезона, чтобы получить опыт работы. Также был лицензирован в первой команде в качестве резервного варианта для сербской СуперЛиги. Летом 2016 года Манойлович перешел в ОФК Бачка на шестимесячной аренде, где впервые выступил в первом звене сербской футбольной пирамиды. Однако вскоре после этого кредитная сделка была расторгнута, и Манойлович вернулся в «Црвена Звезда» в последние дни летнего трансферного окна.14 сентября 2016 года Манойлович продлил свой контракт с клубом до лета 2020 года. Он официально дебютировал за белградскую «Црвену звезду» в вечном дерби, где играл 17 сентября 2016 года под руководством тренера Миодрага Божовича. Манойлович провел 29 матчей в обоих внутренних соревнованиях, включая матчи лиги и кубка, пропустив несколько матчей до конца сезона под руководством Бошко Джуровски. Манойлович также начал новый сезон в качестве первого выбора под руководством нового менеджера Владана Милоевича. 29 июня 2017 года он впервые выступил за клуб на континенте в первом матче первого отборочного раунда Лиги Европы УЕФА 2017-18 против «Флорианы», выиграть партию, не позволив сопернику набрать ни одного очка. Проведя 4 матча в начале сезона, Манойлович покинул клуб после матча против павлодарского «Иртыша», сыгранного 20 июля 2017 года.

###### Хетафе
21 июля 2017 года Манойлович подписал четырёхлетний контракт с «Хетафе».

#### Паниониос
26 июля 2018 года «Хетафе» официально объявил, что международный вратарь Филип Манойлович присоединится к греческому клубу Суперлиги «Паниониос» на правах аренды до конца сезона 2018-19.

## Международная карьера
После того, как он был членом сборной Сербии по футболу до 19 лет в 2015 году, Манойлович выиграл чемпионат мира по футболу 2015 года до 20 лет.В декабре 2015 года Манойлович выступал за сборную Сербии до 21 года в товарищеском матче против Катара под руководством тренера Милана Раставаца. Он дебютировал за команду U21 25 марта 2016 года в матче против Андорры.Тренер Славолюб Муслин пригласил Манойловича на товарищеский матч сборной Сербии по футболу против Катара в сентябре 2016 года. Он также получил приглашение на товарищеский матч против Соединенных Штатов 29 января 2017 года, когда он дебютировал за команду.

## Травма
В июле 2019 Филип Манойлович получил травму — грыжа межпозвоночного диска.

## Статистика
| Клуб          | Сезон   | Лига                          | Лига | Лига | Кубок | Кубок | Континентальная Лига | Континентальная Лига | Другое | Другое | Итог | Итог |
| Клуб          | Сезон   | Категория                     | Игры | Голы | Игры  | Голы  | Игры                 | Голы                 | Игры   | Голы   | Игры | Голы |
| ------------- | ------- | ----------------------------- | ---- | ---- | ----- | ----- | -------------------- | -------------------- | ------ | ------ | ---- | ---- |
| Сопот         | 2014-15 | Лига Сербии по футболу        | 22   | 0    | —     | —     | —                    | —                    | —      | —      | 22   | 0    |
| Бежания       | 2015-16 | Первая лига Сербии по футболу | 28   | 0    | 2     | 0     | —                    | —                    | —      | —      | 30   | 0    |
| ОФК Бачка     | 2016-17 | Чемпионат Сербии по футболу   | 7    | 0    | —     | —     | —                    | —                    | —      | —      | 7    | 0    |
| Црвена Звезда | 2014-15 | Чемпионат Сербии по футболу   | 0    | 0    | 0     | 0     | —                    | —                    | —      | —      | 0    | 0    |
| Црвена Звезда | 2015-16 | Чемпионат Сербии по футболу   | 0    | 0    | 0     | 0     | 0                    | 0                    | —      | —      | 0    | 0    |
| Црвена Звезда | 2016-17 | Чемпионат Сербии по футболу   | 25   | 0    | 4     | 0     | 0                    | 0                    | —      | —      | 29   | 0    |
| Црвена Звезда | 2017-18 | Чемпионат Сербии по футболу   | —    | —    | —     | —     | 4                    | 0                    | —      | —      | 4    | 0    |
| Црвена Звезда | Итоги   | Итоги                         | 25   | 0    | 4     | 0     | 4                    | 0                    | —      | —      | 33   | 0    |
| Хетафе        | 2017-18 | Чемпионат Испании по футболу  | 0    | 0    | 0     | 0     | —                    | —                    | —      | —      | 0    | 0    |
| Паниониос     | 2018-19 | Чемпионат Греции по футболу   | 8    | 0    | 3     | 0     | —                    | —                    | —      | —      | 11   | 0    |
| Итоги         |         |                               | 90   | 0    | 9     | 0     | 4                    | 0                    | —      | —      | 103  | 0    |